# Laportea violacea
Laportea violacea är en nässelväxtart som beskrevs av François Gagnepain. Laportea violacea ingår i släktet Laportea och familjen nässelväxter. Inga underarter finns listade i Catalogue of Life.